# Fußball-Club Bayern München 2010-2011 (femminile)
Questa voce raccoglie le informazioni riguardanti la sezione di calcio femminile del Fußball-Club Bayern München nelle competizioni ufficiali della stagione 2010-2011.

## Stagione
Nella stagione 2010-2011 il Bayern Monaco ha disputato la Frauen-Bundesliga, massima serie del campionato tedesco femminile di calcio, concludendo al quinto posto con 35 punti conquistati in 22 giornate, frutto di 11 vittorie, 2 pareggi e 9 sconfitte.
Nella DFB-Pokal è giunto fino alle semifinali, con il Turbine Potsdam che lo elimina vincendo l'incontro in trasferta per 4-2.

## Maglie e sponsor
La grafica era la stessa del Bayern Monaco maschile; il main sponsor era o Telekom Deutschland, attraverso il marchio .T... o LIGA total!, mentre quello tecnico, fornitore delle tenute da gioco, era Adidas
|  | Casa | Trasferta | Terza divisa |

## Organigramma societario
Tratti dal sito della Federcalcio tedesca (DFB).
Area amministrativa
- Presidente: Karl-Heinz Rummenigge

Area tecnica
- Allenatore: Thomas Wörle
- Allenatore in seconda:
- Allenatore dei portieri: Peter Kargus

## Rosa
Rosa, ruoli e numeri di maglia tratti dal sito della Federcalcio tedesca (DFB).
| N. |                     | Ruolo | Calciatrice           |
| -- | ------------------- | ----- | --------------------- |
| 1  | Germania (bandiera) | P     | Kathrin Längert       |
| 2  | Germania (bandiera) | C     | Stefanie Mirlach      |
| 3  | Germania (bandiera) | C     | Sonja Spieler         |
| 4  | Germania (bandiera) | D     | Clara Schöne          |
| 5  | Germania (bandiera) | C     | Tanja Wörle           |
| 6  | Germania (bandiera) | D     | Katharina Baunach     |
| 7  | Croazia (bandiera)  | A     | Ivana Rudelić         |
| 8  | Germania (bandiera) | C     | Annika Doppler        |
| 9  | Svizzera (bandiera) | C     | Vanessa Bürki         |
| 10 | Germania (bandiera) | C     | Julia Šimić           |
| 11 | Italia (bandiera)   | C     | Carolina Pini         |
| 12 | Germania (bandiera) | C     | Katrin Hartmannsegger |
| 12 | Austria (bandiera)  | C     | Laura Feiersinger     |
| 13 | Austria (bandiera)  | C     | Sarah Puntigam        |
| 14 | Germania (bandiera) | D     | Corinna Paukner       |
| 15 | Germania (bandiera) | C     | Lena Lotzen           |

| N. |                     | Ruolo | Calciatrice           |
| -- | ------------------- | ----- | --------------------- |
| 16 | Germania (bandiera) | D     | Rebecca Huyleur       |
| 17 | Germania (bandiera) | C     | Katharina Würmseer    |
| 18 | Austria (bandiera)  | A     | Nina Aigner           |
| 19 | Austria (bandiera)  | D     | Carina Wenninger      |
| 20 | Germania (bandiera) | A     | Petra Wimbersky       |
| 21 | Germania (bandiera) | A     | Nicole Banecki        |
| 22 | Germania (bandiera) | A     | Sylvie Banecki        |
| 23 | Svizzera (bandiera) | D     | Sandra de Pol         |
| 24 | Austria (bandiera)  | A     | Nadine Prohaska       |
| 25 | Austria (bandiera)  | D     | Viktoria Schnaderbeck |
| 27 | Svizzera (bandiera) | P     | Kathrin Lehmann       |
| 28 | Germania (bandiera) | C     | Isabell Bachor        |
| 38 | Germania (bandiera) | P     | Sandra Schams         |
| 38 | Germania (bandiera) | P     | Andrea Schlemmer      |
| 40 | Germania (bandiera) | P     | Nicole Maurer         |

## Calciomercato

### Sessione estiva
| Acquisti | Acquisti         | Acquisti                                  | Acquisti                        |
| R.       | Nome             | da                                        | Modalità                        |
| -------- | ---------------- | ----------------------------------------- | ------------------------------- |
| P        | Kathrin Lehmann  | Wacker Monaco                             | definitivo                      |
| P        | Nicole Maurer    | Bayern Monaco [Primavera B (F)]           | aggregata dalle giovanili       |
| P        | Andrea Schlemmer | Bayern Monaco II                          | aggregata dalla squadra riserve |
| C        | Lena Lotzen      | JFG Kreis Würzburg Süd-West [Primavera B] | definitivo                      |
| A        | Petra Wimbersky  | 1. FFC Francoforte                        | definitivo                      |

| Cessioni | Cessioni              | Cessioni           | Cessioni                       |
| R.       | Nome                  | a                  | Modalità                       |
| -------- | --------------------- | ------------------ | ------------------------------ |
| D        | Franziska Kriegel     | Bayern Monaco II   | aggregata alla squadra riserve |
| D        | Bianca Rech           | Bad Neuenahr       | definitivo                     |
| D        | Carmen Roth           | Wacker Monaco      | definitivo                     |
| C        | Melanie Behringer     | 1. FFC Francoforte | definitivo                     |
| C        | Julia Dietsch         | Wacker Monaco      | definitivo                     |
| C        | Katrin Hartmannsegger | Bayern Monaco II   | aggregata alla squadra riserve |
| C        | Ivana Rudelić         | Bayern Monaco II   | aggregata alla squadra riserve |
| A        | Mandy Islacker        | 2001 Duisburg      | definitivo                     |
| A        | Magdalena Mayr        | Bayern Monaco II   | aggregata alla squadra riserve |

### Sessione invernale
| Acquisti | Acquisti          | Acquisti      | Acquisti   |
| R.       | Nome              | da            | Modalità   |
| -------- | ----------------- | ------------- | ---------- |
| D        | Rebecca Huyleur   | Wacker Monaco | definitivo |
| C        | Laura Feiersinger | Herforder     | definitivo |

| Cessioni | Cessioni | Cessioni | Cessioni |
| R.       | Nome     | a        | Modalità |
| -------- | -------- | -------- | -------- |
|          |          |          |          |

## Risultati

### Frauen-Bundesliga

#### Girone di andata
| Arbitro: | Rafalski (Baunatal) |

|  |           |                       |
|  | Marcatori | 26’ Paukner 30’ Šimić |

| Arbitro: | Storch-Schäfer (Petersberg) |

|  |           |                                     |
|  | Marcatori | 18’ Odebrecht 55’ Keßler 67’ Mittag |

| Arbitro: | Wenkel (Wehrden) |

|  |           |             |
|  | Marcatori | 52’ Mirlach |

| Arbitro: | Kunick (Lissa) |

|                          |           |                                             |
| Wimbersky 34’ Bachor 39’ | Marcatori | 16’, 37’ (rig.), 69’ (rig.) Grings 64’ Andō |

| Arbitro: | Rafalski (Baunatal) |

|  |           |                                        |
|  | Marcatori | 9’ Aigner 41’, 62’ Wimbersky 44’ Bürki |

| Arbitro: | Eisenhardt (Holzgerlingen) |

|                                 |           |  |
| Bachor 15’, 56’, 78’ Aigner 90’ | Marcatori |  |

| Arbitro: | Derlin (Bad Schwartau) |

|              |           |                      |
| Thompson 79’ | Marcatori | 10’ Šimić 50’ Aigner |

| Arbitro: | Schultz (Wolfsburg) |

|               |           |          |
| Wimbersky 39’ | Marcatori | 70’ Bade |

| Arbitro: | Herrmann (Mönchengladbach) |

|                              |           |              |
| Kameraj 61’ Crnogorčević 87’ | Marcatori | 33’ Puntigam |

| Wolfsburg 17 ottobre 2010, ore 14:00 CEST 10ª giornata | Wolfsburg           | 0 – 0 referto | Bayern Monaco | VfL-Stadion am Elsterweg (772 spett.)\| Arbitro: \| Kurtes (Düsseldorf) \| |
| Arbitro:                                               | Kurtes (Düsseldorf) |               |               |                                                                            |

| Arbitro: | Hussein (Bad Harzburg) |

|  |           |                       |
|  | Marcatori | 11’ Prinz 90’ Pohlers |

#### Girone di ritorno
| Arbitro: | Eisenhardt (Holzgerlingen) |

|                            |           |                              |
| Bürki 54’, 62’ Banecki 70’ | Marcatori | 19’ Feiersinger 31’ Pollmann |

| Arbitro: | Kurtes (Düsseldorf) |

|                              |           |  |
| Mittag 32’, 45’ Bajramaj 86’ | Marcatori |  |

| Arbitro: | Kunick (Lissa) |

|               |           |                              |
| Wimbersky 33’ | Marcatori | 44’ Rolser 84’ (aut.) Aigner |

| Arbitro: | Storch-Schäfer (Petersberg) |

|                      |           |            |
| Popp 39’ Laudehr 45’ | Marcatori | 86’ Lotzen |

| Arbitro: | Müller-Schmäh (Potsdam) |

|                                           |           |  |
| Šimić 28’ Banecki 41’ Bürki 57’, 59’, 84’ | Marcatori |  |

| Arbitro: | Herrmann (Mönchengladbach) |

|  |           |                                                                |
|  | Marcatori | 4’, 82’ Aigner 34’ Wimbersky 39’ Mirlach 84’ (aut.) Vetterlein |

| Arbitro: | Rafalski (Baunatal) |

|                                                 |           |  |
| Šimić 23’ Wimbersky 31’, 88’ (rig.) Banecki 56’ | Marcatori |  |

| Arbitro: | Biehl (Siesbach) |

|                 |           |                                |
| Dörpinghaus 56’ | Marcatori | 33’ Šimić 49’ (rig.) Wimbersky |

| Arbitro: | Kunick (Lissa) |

|            |           |                                          |
| Banecki 4’ | Marcatori | 51’ Kameraj 54’, 67’ Kulig 76’ Göransson |

| Arbitro: | Eisenhardt (Holzgerlingen) |

|                                 |           |            |
| Banecki 19’ Hartmann 63’ (aut.) | Marcatori | 16’ Müller |

| Arbitro: | Kurtes (Düsseldorf) |

|                                                                                        |           |                |
| Huth 6’ Lewandowski 11’ Paukner 13’ (aut.) Pohlers 20’, 59’ Prinz 51’, 69’ (rig.), 81’ | Marcatori | 38’, 42’ Bürki |

### DFB-Pokal
| Arbitro: | Dietz |

|  |           |                                                   |
|  | Marcatori | 5’ (rig.) Bürki 78’ Banecki 82’ Spieler 86’ Šimić |

| Arbitro: | Söder (Norimberga) |

|                                                                                  |           |  |
| Aigner 25’, 45’, 58’ Bürki 47’ Altevolmer 50’ (aut.) Schöne 67’ Doppler 75’, 78’ | Marcatori |  |

| Arbitro: | Storch-Schäfer (Petersberg) |

|                                  |           |  |
| Lotzen 68’ Banecki 72’ Šimić 77’ | Marcatori |  |

| Arbitro: | Storch-Schäfer (Petersberg) |

|                             |           |                                                    |
| Wenninger 36’ Wimbersky 39’ | Marcatori | 12’ Odebrecht 15’ Nagasato 20’ Mittag 74’ Andonova |

## Statistiche

### Statistiche di squadra
| Competizione         | Punti | In casa | In casa | In casa | In casa | In casa | In casa | In trasferta | In trasferta | In trasferta | In trasferta | In trasferta | In trasferta | Totale | Totale | Totale | Totale | Totale | Totale | DR  |
| Competizione         | Punti | G       | V       | N       | P       | Gf      | Gs      | G            | V            | N            | P            | Gf           | Gs           | G      | V      | N      | P      | Gf     | Gs     | DR  |
| -------------------- | ----- | ------- | ------- | ------- | ------- | ------- | ------- | ------------ | ------------ | ------------ | ------------ | ------------ | ------------ | ------ | ------ | ------ | ------ | ------ | ------ | --- |
| Frauen Bundesliga    | 35    | 11      | 5       | 1       | 5       | 23      | 19      | 11           | 6            | 1            | 4            | 20           | 17           | 22     | 11     | 2      | 9      | 43     | 36     | +7  |
| DFB-Pokal der Frauen | -     | 3       | 2       | 0       | 1       | 13      | 4       | 1            | 1            | 0            | 0            | 4            | 0            | 4      | 3      | 0      | 1      | 17     | 4      | +13 |
| Totale               | -     | 14      | 7       | 1       | 6       | 36      | 23      | 12           | 7            | 1            | 4            | 24           | 17           | 26     | 14     | 2      | 10     | 60     | 40     | +20 |

### Andamento in campionato
| Giornata  | 1 | 2 | 3 | 4 | 5 | 6 | 7 | 8 | 9 | 10 | 11 | 12 | 13 | 14 | 15 | 16 | 17 | 18 | 19 | 20 | 21 | 22 |
| --------- | - | - | - | - | - | - | - | - | - | -- | -- | -- | -- | -- | -- | -- | -- | -- | -- | -- | -- | -- |
| Luogo     | T | C | T | C | T | C | T | C | T | T  | C  | C  | T  | C  | T  | C  | T  | C  | T  | C  | C  | T  |
| Risultato | V | P | V | P | V | V | V | N | P | N  | P  | V  | P  | P  | P  | V  | V  | V  | V  | P  | V  | P  |
| Posizione | 4 | 8 | 6 | 7 | 6 | 4 | 3 | 4 | 4 | 5  | 6  | 5  | 6  | 6  | 7  | 7  | 5  | 5  | 4  | 5  | 4  | 5  |

Legenda:

Luogo: C = Casa; T = Trasferta. Risultato: V = Vittoria; N = Pareggio; P = Sconfitta.

### Statistiche delle giocatrici
| Giocatore         | Frauen-Bundesliga | Frauen-Bundesliga | Frauen-Bundesliga | Frauen-Bundesliga | DFB-Pokal der Frauen | DFB-Pokal der Frauen | DFB-Pokal der Frauen | DFB-Pokal der Frauen | Totale   | Totale | Totale      | Totale     |
| Giocatore         | Presenze          | Reti              | Ammonizioni       | Espulsioni        | Presenze             | Reti                 | Ammonizioni          | Espulsioni           | Presenze | Reti   | Ammonizioni | Espulsioni |
| ----------------- | ----------------- | ----------------- | ----------------- | ----------------- | -------------------- | -------------------- | -------------------- | -------------------- | -------- | ------ | ----------- | ---------- |
| N. Aigner         | 17                | 5                 | 2                 | 0                 | 2                    | 3                    | 0                    | 0                    | 19       | 8      | 2           | 0          |
| I. Bachor         | 16                | 4                 | 0                 | 0                 | 2                    | 0                    | 0                    | 0                    | 18       | 4      | 0           | 0          |
| N. Banecki        | 20                | 2                 | 0                 | 0                 | 4                    | 1                    | 1                    | 0                    | 24       | 3      | 1           | 0          |
| S. Banecki        | 11                | 3                 | 2                 | 0                 | 3                    | 1                    | 0                    | 0                    | 14       | 4      | 2           | 0          |
| K. Baunach        | -                 | -                 | -                 | -                 | -                    | -                    | -                    | -                    | -        | -      | -           | -          |
| V. Bürki          | 21                | 8                 | 1                 | 0                 | 4                    | 2                    | 1                    | 0                    | 25       | 10     | 2           | 0          |
| S. De Pol         | 18                | 0                 | 2                 | 0                 | 3                    | 0                    | 1                    | 0                    | 21       | 0      | 3           | 0          |
| A. Doppler        | 0                 | 0                 | 0                 | 0                 | 1                    | 2                    | 0                    | 0                    | 1        | 2      | 0           | 0          |
| L. Feiersinger    | -                 | -                 | -                 | -                 | -                    | -                    | -                    | -                    | -        | -      | -           | -          |
| K. Hartmannsegger | 3                 | 0                 | 0                 | 0                 | 0                    | 0                    | 0                    | 0                    | 3        | 0      | 0           | 0          |
| R. Huyleur        | 0                 | 0                 | 0                 | 0                 | 1                    | 0                    | 0                    | 0                    | 1        | 0      | 0           | 0          |
| F. Kriegel        | 1                 | 0                 | 0                 | 0                 | 1                    | 0                    | 0                    | 0                    | 2        | 0      | 0           | 0          |
| K. Längert        | 14                | -27               | 2                 | 0                 | 3                    | -4                   | 0                    | 0                    | 17       | -31    | 2           | 0          |
| K. Lehmann        | 2                 | -3                | 0                 | 0                 | -                    | -                    | -                    | -                    | 2        | -3     | 0           | 0          |
| L. Lotzen         | 15                | 1                 | 0                 | 0                 | 2                    | 1                    | 0                    | 0                    | 17       | 2      | 0           | 0          |
| N. Maurer         | 4                 | -2                | 0                 | 0                 | -                    | -                    | -                    | -                    | 4        | -2     | 0           | 0          |
| S. Mirlach        | 18                | 2                 | 1                 | 0                 | 4                    | 0                    | 0                    | 0                    | 22       | 2      | 1           | 0          |
| C. Paukner        | 6                 | 1                 | 0                 | 0                 | 0                    | 0                    | 0                    | 0                    | 6        | 1      | 0           | 0          |
| C. Pini           | 3                 | 0                 | 0                 | 0                 | -                    | -                    | -                    | -                    | 3        | 0      | 0           | 0          |
| N. Prohaska       | 1                 | 0                 | 0                 | 0                 | 1                    | 0                    | 0                    | 0                    | 2        | 0      | 0           | 0          |
| S. Puntigam       | 13                | 1                 | 1                 | 1                 | 3                    | 0                    | 0                    | 0                    | 16       | 1      | 1           | 1          |
| I. Rudelić        | 6                 | 4                 | 0                 | 0                 | 1                    | 0                    | 0                    | 0                    | 7        | 4      | 0           | 0          |
| S. Schams         | 0                 | 0                 | 0                 | 0                 | 1                    | 0                    | 0                    | 0                    | 1        | 0      | 0           | 0          |
| A. Schlemmer      | 2                 | -4                | 0                 | 0                 | 0                    | 0                    | 0                    | 0                    | 2        | -4     | 0           | 0          |
| V. Schnaderbeck   | 14                | 0                 | 3                 | 0                 | 2                    | 0                    | 1                    | 0                    | 16       | 0      | 4           | 0          |
| C. Schöne         | 12                | 0                 | 0                 | 1                 | 3                    | 1                    | 0                    | 0                    | 15       | 1      | 0           | 1          |
| J. Šimić          | 20                | 5                 | 3                 | 0                 | 4                    | 2                    | 0                    | 0                    | 24       | 7      | 3           | 0          |
| S. Spieler        | 7                 | 0                 | 2                 | 0                 | 2                    | 1                    | 0                    | 0                    | 9        | 1      | 2           | 0          |
| C. Wenninger      | 18                | 0                 | 1                 | 0                 | 4                    | 1                    | 0                    | 0                    | 22       | 1      | 1           | 0          |
| P. Wimbersky      | 21                | 9                 | 1                 | 0                 | 3                    | 1                    | 0                    | 0                    | 24       | 10     | 1           | 0          |
| T. Wörle          | 19                | 0                 | 2                 | 0                 | 1                    | 0                    | 0                    | 0                    | 20       | 0      | 2           | 0          |
| K. Würmseer       | -                 | -                 | -                 | -                 | 1                    | 0                    | 0                    | 0                    | 1        | 0      | 0           | 0          |